# Kärsämäki
Kärsämäki è un comune finlandese di 2474 abitanti, situato nella regione dell'Ostrobotnia Settentrionale.